# Anoplodactylus xenus
Anoplodactylus xenus är en havsspindelart som beskrevs av Stock, J.H. 1980. Anoplodactylus xenus ingår i släktet Anoplodactylus och familjen Phoxichilidiidae. Inga underarter finns listade i Catalogue of Life.